# Jacek Michalski (1925–2021)
Jacek Michalski (ur. 17 kwietnia 1925 w Przemyślu, zm. 17 listopada 2021) – polski specjalista w zakresie leśnictwa, prof. dr hab.

## Życiorys
W 1951 ukończył studia leśnictwa na Uniwersytecie im. Adama Mickiewicza, w 1962 obronił pracę doktorską, w 1969 uzyskał stopień doktora habilitowanego. W 1987 nadano mu tytuł profesora nadzwyczajnego w zakresie nauk leśnych
Został zatrudniony w Katedrze Entomologii Leśnej na Wydziale Leśnym Akademii Rolniczej im. Augusta Cieszkowskiego w Poznaniu, oraz był członkiem Komisji Nauk Rolniczych, Leśnych i Weterynaryjnych na IV Wydziale Przyrodniczym Polskiej Akademii Umiejętności, Polskiego Towarzystwa Zoologicznego, Polskiego Towarzystwa Entomologicznego, Polskiego Towarzystwa Leśnego, Towarzystwa Przyjaciół Nauk w Przemyślu im. Kazimierza Marii Osińskiego i Poznańskiego Towarzystwa Przyjaciół Nauk.
Zmarł 17 listopada 2021, pochowany na cmentarzu parafialnym św. Jana Vianneya w Poznaniu

## Odznaczenia i wyróżnienia
- Złoty Krzyż Zasługi[1]
- Złota Odznaka Honorowa Polskiego Towarzystwa Leśnego[1]
- Srebrna Odznaka Honorowa Polskiego Towarzystwa Leśnego[1]
- Nagroda Ministra Ochrony Środowiska[1]
- Kordelas Leśnika Polskiego[1]
- Zasobów Naturalnych i Leśnictwa za całokształt działalności naukowej w zakresie ochrony lasów i parków narodowych[1]
- Krzyż Kawalerski Orderu Odrodzenia Polski[1]
- Brązowy Medal Instytutu Badawczego Leśnictwa i Łowiectwa w Pradze[1]
- Nagroda naukowa Wydziału Rolniczych, Leśnych i Weterynaryjnych PAN[1]
- Złoty Medal Zasługi Łowieckiej[1]